# Campeonato NORCECA de Voleibol Masculino Sub-17 de 2023
O Campeonato NORCECA de Voleibol Masculino Sub-17 de 2023 foi a 1.ª edição deste torneio bienal organizado pela Confederação da América do Norte, Central e Caribe de Voleibol (NORCECA). O torneio ocorreu de 7 a 12 de novembro de 2023, em Poza Rica, no México, e contou com a participação de nove seleções.
A seleção de Porto Rico conquistou o título inaugural ao derrotar o anfitrião México por 3 sets a 1. O ponteiro porto-riquenho Maximiliano Aponte foi eleito o melhor jogador do torneio.

## Equipes participantes
O torneio contou com a participação de 9 equipes.
| Grupo                | Equipe     | Última participação |
| A                    |            |                     |
| -------------------- | ---------- | ------------------- |
| A                    | Costa Rica | Estreante           |
| A                    | Guatemala  | Estreante           |
| A                    | Honduras   | Estreante           |
| A                    | México     | Estreante           |
| A                    | Suriname   | Estreante           |
| B                    |            |                     |
| Cuba                 | Estreante  |                     |
| Nicarágua            | Estreante  |                     |
| Porto Rico           | Estreante  |                     |
| República Dominicana | Estreante  |                     |

## Formato da disputa
O torneio foi dividido em duas fases: fase classificatória e fase final.
Na fase preliminar, as nove equipes participantes foram distribuídas em dois grupos, disputada em turno único, com todas as equipes se enfrentando dentro de seu grupo. Ao término desta fase, as duas melhores equipes de cada grupo avançaram para as semifinais, enquanto as demais disputaram as partidas de composição de tabela.

### Critérios de desempate
1. Maior número de partidas ganhas.
2. Maior número de pontos obtidos, que são concedidos da seguinte forma:
  - Partida com resultado final 3–0: 5 pontos para o vencedor e 0 pontos para o perdedor.
  - Partida com resultado final 3–1: 4 pontos para o vencedor e 1 pontos para o perdedor.
  - Partida com resultado final 3–2: 3 pontos para o vencedor e 2 pontos para o perdedor.
3. Proporção entre pontos ganhos e pontos perdidos (razão de pontos).
4. Proporção entre os sets ganhos e os sets perdidos (razão de sets).
5. Se o empate persistir entre duas equipes, a prioridade é dada à equipe que venceu a última partida entre as equipes envolvidas.
6. Se o empate persistir entre três equipes ou mais, uma nova classificação será feita levando-se em conta apenas as partidas entre as equipes envolvidas.[7]

## Local das partidas
| Poza Rica, México                 |
| Gimnasio Municipal Miguel Hidalgo |
| --------------------------------- |
| Capacidade: 2 500                 |

## Fase classificatória
- Todas as partidas seguem o horário local.

|  | Classificado para as semifinais |
|  | Disputa do quinto lugar         |
|  | Disputa do sétimo lugar         |

### Grupo A
|     |            |     | Jogos | Jogos | Jogos | Resultados | Resultados | Resultados | Resultados | Resultados | Resultados | Sets | Sets | Sets  | Pontos | Pontos | Pontos |
| Pos | Equipe     | Pts | T     | V     | D     | 3–0        | 3–1        | 3–2        | 2–3        | 1–3        | 0–3        | V    | P    | R     | V      | P      | R      |
| --- | ---------- | --- | ----- | ----- | ----- | ---------- | ---------- | ---------- | ---------- | ---------- | ---------- | ---- | ---- | ----- | ------ | ------ | ------ |
| 1   | México     | 20  | 4     | 4     | 0     | 4          | 0          | 0          | 0          | 0          | 0          | 12   | 0    | MAX   | 300    | 172    | 1.744  |
| 2   | Costa Rica | 13  | 4     | 3     | 1     | 2          | 0          | 1          | 0          | 0          | 1          | 9    | 5    | 1.800 | 312    | 218    | 1.431  |
| 3   | Guatemala  | 12  | 4     | 2     | 2     | 2          | 0          | 0          | 1          | 0          | 1          | 8    | 6    | 1.333 | 292    | 283    | 1.032  |
| 4   | Suriname   | 3   | 4     | 1     | 3     | 0          | 0          | 1          | 0          | 0          | 3          | 3    | 11   | 0.273 | 211    | 328    | 0.643  |
| 5   | Honduras   | 2   | 4     | 0     | 4     | 0          | 0          | 0          | 1          | 0          | 3          | 2    | 12   | 0.167 | 221    | 335    | 0.660  |

| Data   | Hora  |            | Placar |            | Set 1 | Set 2 | Set 3 | Set 4 | Set 5 | Total   | Relatório |
| ------ | ----- | ---------- | ------ | ---------- | ----- | ----- | ----- | ----- | ----- | ------- | --------- |
| 7 nov  | 18:00 | Guatemala  | 3–0    | Honduras   | 25–20 | 25–18 | 25–12 |       |       | 75–50   | P2 P3     |
| 7 nov  | 20:00 | México     | 3–0    | Suriname   | 25–10 | 25–8  | 25–9  |       |       | 75–27   | P2 P3     |
| 8 nov  | 18:00 | Costa Rica | 3–2    | Guatemala  | 23–25 | 25–7  | 23–25 | 25–19 | 15–8  | 111–84  | P2 P3     |
| 8 nov  | 20:00 | Honduras   | 0–3    | México     | 14–25 | 8–25  | 14–25 |       |       | 36–75   | P2 P3     |
| 9 nov  | 18:00 | Suriname   | 3–2    | Honduras   | 25–22 | 25–22 | 22–25 | 23–25 | 15–9  | 110–103 | P2 P3     |
| 9 nov  | 20:00 | México     | 3–0    | Costa Rica | 25–18 | 25–18 | 25–15 |       |       | 75–51   | P2 P3     |
| 10 nov | 10:00 | Costa Rica | 3–0    | Honduras   | 25–13 | 25–9  | 25–10 |       |       | 75–32   | P2 P3     |
| 10 nov | 12:00 | Suriname   | 0–3    | Guatemala  | 16–25 | 19–25 | 12–25 |       |       | 47–75   | P2 P3     |
| 10 nov | 19:00 | Suriname   | 0–3    | Costa Rica | 7–25  | 10–25 | 10–25 |       |       | 27–75   | P2 P3     |
| 10 nov | 21:00 | Guatemala  | 0–3    | México     | 16–25 | 21–25 | 21–25 |       |       | 58–75   | P2 P3     |

### Grupo B
|     |                      |     | Jogos | Jogos | Jogos | Resultados | Resultados | Resultados | Resultados | Resultados | Resultados | Sets | Sets | Sets  | Pontos | Pontos | Pontos |
| Pos | Equipe               | Pts | T     | V     | D     | 3–0        | 3–1        | 3–2        | 2–3        | 1–3        | 0–3        | V    | P    | R     | V      | P      | R      |
| --- | -------------------- | --- | ----- | ----- | ----- | ---------- | ---------- | ---------- | ---------- | ---------- | ---------- | ---- | ---- | ----- | ------ | ------ | ------ |
| 1   | Porto Rico           | 12  | 3     | 3     | 0     | 1          | 1          | 1          | 0          | 0          | 0          | 9    | 3    | 3.000 | 282    | 220    | 1.282  |
| 2   | Cuba                 | 12  | 3     | 2     | 1     | 2          | 0          | 0          | 1          | 0          | 0          | 8    | 3    | 2.667 | 257    | 200    | 1.285  |
| 3   | República Dominicana | 5   | 3     | 1     | 2     | 0          | 1          | 0          | 0          | 1          | 1          | 4    | 7    | 0.571 | 221    | 265    | 0.834  |
| 4   | Nicarágua            | 1   | 3     | 0     | 3     | 0          | 0          | 0          | 0          | 1          | 2          | 1    | 9    | 0.111 | 170    | 245    | 0.694  |

| Data  | Hora  |                      | Placar |                      | Set 1 | Set 2 | Set 3 | Set 4 | Set 5 | Total   | Relatório |
| ----- | ----- | -------------------- | ------ | -------------------- | ----- | ----- | ----- | ----- | ----- | ------- | --------- |
| 7 nov | 14:00 | Porto Rico           | 3–1    | República Dominicana | 21–25 | 25–21 | 25–12 | 25–16 |       | 96–74   | P2 P3     |
| 7 nov | 16:00 | Cuba                 | 3–0    | Nicarágua            | 25–6  | 25–18 | 25–13 |       |       | 75–37   | P2 P3     |
| 8 nov | 14:00 | Nicarágua            | 0–3    | Porto Rico           | 11–25 | 15–25 | 13–25 |       |       | 39–75   | P2 P3     |
| 8 nov | 16:00 | República Dominicana | 0–3    | Cuba                 | 15–25 | 20–25 | 17–25 |       |       | 52–75   | P2 P3     |
| 9 nov | 14:00 | República Dominicana | 3–1    | Nicarágua            | 29–27 | 16–25 | 25–21 | 25–21 |       | 95–94   | P2 P3     |
| 9 nov | 16:00 | Porto Rico           | 3–2    | Cuba                 | 20–25 | 26–24 | 25–17 | 22–25 | 18–16 | 111–107 | P2 P3     |

## Fase final

### Chaveamento final
|  | Semifinais     | Semifinais |                |   | Final | Final |
|  |                |            |                |   |       |       |
|  | 11 de novembro |            |                |   |       |       |
|  |                |            |                |   |       |       |
|  | Porto Rico     | 3          |                |   |       |       |
|  | Porto Rico     | 3          | 12 de novembro |   |       |       |
|  | Costa Rica     | 0          |                |   |       |       |
|  | Costa Rica     | 0          | Porto Rico     | 3 |       |       |
|  | 11 de novembro |            | Porto Rico     | 3 |       |       |
|  |                | México     | 1              |   |       |       |
|  | México         | México     | 1              | 3 |       |       |
|  | México         |            |                | 3 |       |       |
|  | Cuba           | 1          |                |   |       |       |
|  | Cuba           | 1          | Terceiro lugar |   |       |       |
|  |                |            |                |   |       |       |
|  | 12 de novembro |            |                |   |       |       |
|  |                |            |                |   |       |       |
|  | Costa Rica     | 0          |                |   |       |       |
|  | Costa Rica     | 0          |                |   |       |       |
|  | Cuba           | 3          |                |   |       |       |

### Sétimo lugar
| Data   | Hora  |          | Placar |           | Set 1 | Set 2 | Set 3 | Set 4 | Set 5 | Total | Relatório |
| ------ | ----- | -------- | ------ | --------- | ----- | ----- | ----- | ----- | ----- | ----- | --------- |
| 11 nov | 14:00 | Suriname | 0–3    | Nicarágua | 12–25 | 16–25 | 12–25 |       |       | 40–75 | P2 P3     |

### Quinto lugar
| Data   | Hora  |           | Placar |                      | Set 1 | Set 2 | Set 3 | Set 4 | Set 5 | Total   | Relatório |
| ------ | ----- | --------- | ------ | -------------------- | ----- | ----- | ----- | ----- | ----- | ------- | --------- |
| 11 nov | 16:00 | Guatemala | 3–2    | República Dominicana | 23–25 | 14–25 | 27–25 | 25–21 | 15–9  | 104–105 | P2 P3     |

### Semifinais
| Data   | Hora  |            | Placar |            | Set 1 | Set 2 | Set 3 | Set 4 | Set 5 | Total  | Relatório |
| ------ | ----- | ---------- | ------ | ---------- | ----- | ----- | ----- | ----- | ----- | ------ | --------- |
| 11 nov | 18:00 | Porto Rico | 3–0    | Costa Rica | 25–21 | 25–19 | 25–19 |       |       | 75–59  | P2 P3     |
| 11 nov | 20:00 | México     | 3–1    | Cuba       | 22–25 | 28–26 | 27–25 | 25–20 |       | 102–96 | P2 P3     |

### Oitavo lugar
| Data   | Hora  |          | Placar |          | Set 1 | Set 2 | Set 3 | Set 4 | Set 5 | Total | Relatório |
| ------ | ----- | -------- | ------ | -------- | ----- | ----- | ----- | ----- | ----- | ----- | --------- |
| 12 nov | 10:00 | Honduras | 3–1    | Suriname | 25–20 | 20–25 | 25–23 | 25–22 |       | 95–90 | P2 P3     |

### Terceiro lugar
| Data   | Hora  |            | Placar |      | Set 1 | Set 2 | Set 3 | Set 4 | Set 5 | Total | Relatório |
| ------ | ----- | ---------- | ------ | ---- | ----- | ----- | ----- | ----- | ----- | ----- | --------- |
| 12 nov | 12:00 | Costa Rica | 0–3    | Cuba | 11–25 | 12–25 | 22–25 |       |       | 45–75 | P2 P3     |

### Final
| Data   | Hora  |            | Placar |        | Set 1 | Set 2 | Set 3 | Set 4 | Set 5 | Total | Relatório |
| ------ | ----- | ---------- | ------ | ------ | ----- | ----- | ----- | ----- | ----- | ----- | --------- |
| 12 nov | 14:00 | Porto Rico | 3–1    | México | 25–23 | 24–26 | 25–16 | 25–20 |       | 99–85 | P2 P3     |

## Classificação final
| Posição | Equipe               |
| ------- | -------------------- |
|         | Porto Rico           |
|         | México               |
|         | Cuba                 |
| 4       | Costa Rica           |
| 5       | Guatemala            |
| 6       | República Dominicana |
| 7       | Nicarágua            |
| 8       | Honduras             |
| 9       | Suriname             |

|  | Classificado para o Campeonato Mundial Sub-17 de 2024 |

| Campeonato NORCECA Sub-17 de 2023 |
| --------------------------------- |
| Porto Rico Campeão (1.º título)   |

| Elenco |
| --- |
| Erick Vázquez, Rocco Figueroa, Adrián Carrillo, Ignacio Cruz, Maximiliano Aponte, Jose Soriano, Gustavo Alvarez, Daoiz Maza, Fernando Castello, Jorge Suarez, Dylan Lopez |
| Técnico |
| Carlos De Sevilla |

## Premiações individuais
Os atletas que se destacaram individualmente foramː

### Por posição
| - Most Valuable Player (MVP) Maximiliano Aponte - Melhor oposto Erick Vázquez - Melhores ponteiros Emi Díaz Maximiliano Aponte | - Melhor levantador Yothuel Vergara - Melhores centrais Fernando Castello Raúl Silva - Melhor líbero Ignacio Cruz |

### Por fundamento
| - Melhor receptor Adrián Carrillo - Melhor defensor Ignacio Cruz | - Maior pontuador Emi Díaz - Melhor sacador Emi Díaz |